# ناحیه تپلنه
استان تِپِلِنه (به آلبانیایی: Rrethi i Tepelenës) نام یکی از استان‌های سی‌وشش‌گانه کشور آلبانی است.
جمعیت آن (در سال ۲۰۰۴ میلادی) ۳۲٬۰۰۰ گزارش شده و مساحت آن ۸۱۷ کیلومتر مربع است.
مرکز این استان تپلنه و از نقاط مهم آن منطقه ممالیاج (Memaliaj) است.